# 辰井川

辰井川（たついかわ）は、埼玉県を流れる利根川水系毛長川支流の人工的に造られた河川である。一級河川として管理されている。流路延長は約5.4キロメートル、流域面積約5.1平方キロメートル。

## 地理
埼玉県川口市東部に源を発し東へ流れ、草加市に入り南へ転じ、草加市谷塚上町で毛長川に合流する。草加市柳島町の埼玉県立草加南高等学校付近など一部の区間は暗渠となっている。

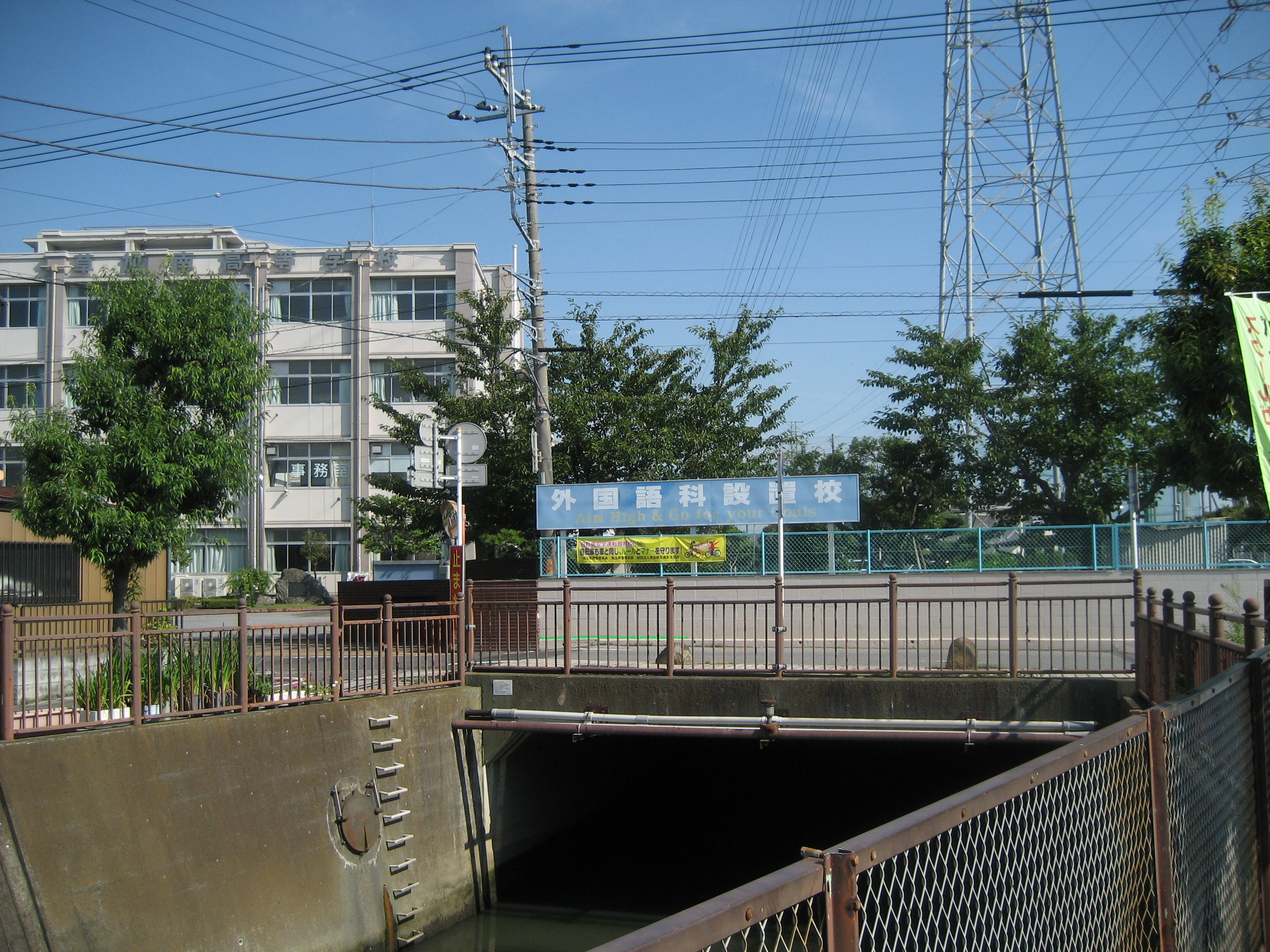
草加南高校の下を流れる辰井川

## 河川施設
- 新郷多目的遊水池
- 柳島調節池
- 谷塚調節池
- 辰井川排水機場

## 橋梁
- （埼玉県道103号吉場安行東京線）
- 峯寿橋
- 境橋
- 越戸橋
- 沖田橋
- 柳島一の橋
- 柳島二の橋
- 辰井橋（埼玉県道104号川口草加線）
- 栄橋
- 大沼橋
- 丸野橋
- 蜻蛉橋
- 仲町新橋
- 氷川橋
- 上町境橋
- 松寿橋

栄橋、大沼橋、丸野橋、蜻蛉橋、仲町新橋、氷川橋の「辰井川６橋」が昭和61年度手づくり郷土賞　（ふるさとが誇りとする橋）受賞。